# New World Pygmies Vol. 2
New World Pygmies Vol. 2 ist ein Jazzalbum von Jemeel Moondoc und William Parker. Die am 4. und 5. November 2000 im Spotlight Room, Madison, und in der Velvet Lounge, Chicago, entstandenen Aufnahmen erschienen 2001 auf Eremite Records.

## Hintergrund
Jemeel Moondoc und William Parker erneuerten Jahre nach ihrer Zusammenarbeit im Muntu-Quartett von Moondoc ihre musikalische Partnerschaft und traten 1997 gemeinsam auf dem Vision Festival auf; der Mitschnitt erschien auf dem Album New World Pygmies (Eremite). Die beiden Musiker gingen anschließend auf eine US-Tour; das dabei entstandene Album New World Vol. 2 enthielt Mitschnitte von der Tournee des Duos im Herbst 2000; Chicago und Madison waren zwei der letzten drei Stationen auf der Tournee.
Beim Auftritt des Duos in der Velvet Lounge in Chicago kam der Schlagzeuger Hamid Drake hinzu. „Blues for Katie“ ist Moondocs Hommage an seine Urgroßmutter.

## Titelliste
- Jemeel Moondoc & William Parker with Hamid Drake: New World Pygmies Vol. 2 (Eremite Records MTE 030/31)[2]

CD 1
1. Spirit House (Moondoc) 11:43
2. O'neal's Porch (William Parker) 17:10
3. New World Pygmies 11/05/00 (Moondoc, Parker) 27:01
4. You Let Me Into Your Life (Moondoc) 17:15

CD2
1. New World Pygmies 11/04/00 (Moondoc, Parker) 27:25
2. Blues for Katie, Part I (Moondoc) 6:14
3. Blues For Katie, Parts II & III (Moondoc) 15:08
4. Three Clay Pots (William Parker) 17:50

Die Stücke auf der ersten CD entstanden am 5. November 2000 im Spotlight Room, Madison, Wisconsin; die Stücke auf der zweiten CD wurden am 4. November 2000 in der Velvet Lounge, Chicago, mitgeschnitten.

## Rezeption
Scott Hreha schrieb in One Final Note, dies sei der Punkt gewesen, an dem Moondoc und Parker wirklich ihre kommunikativen Fortschritte erzielten. Die beiden gemeinsamen Alben würden vollständige Mitschnitte des Duos in zwei unterschiedlichen, aber völlig intimen Umgebungen bieten – der respektvollen Feierlichkeit von Madisons Spotlight Room und der erwartungsvollen Heimkehr-Atmosphäre der Velvet Lounge. Es überrasche nicht, dass die Hinzufügung von Hamid Drakes beispiellosen Perkussionsfähigkeiten den ohnehin schon magischen Gedankenaustausch des Duos verstärke, wie dies in der auf dem Album dokumentierten Version von „New World Pygmies“ sofort zu bemerken sei.
Richard Cook und Brian Morton, die dem Album in The Penguin Guide to Jazz mit drei Sternen bewerteten, merkten kritisch an, dies sei „ein zeitweilig starkes Dokument, das sich, wie so vieles in einem obsessiv dokumentierten Bereich, manchmal anfühlt, als ob zuviel abgebaut wurde.“ Dennoch gebe es einige großartige Momente; Parkers Coll’arco-Spiel in „New World Pygmies 11/05/00“ sei faszinierend, und man bekomme den Eindruck, dass der Bassist sich besser an diese Art von exponierter, langer Improvisation anpasse als Moondoc, der manchmal zu nudeln scheine, obwohl sein Spiel natürlich intensiv sei.